# Haplinis redacta
Haplinis redacta là một loài nhện trong họ Linyphiidae.
Loài này thuộc chi Haplinis. Haplinis redacta được A. David Blest miêu tả năm 1979.